# Lê Minh Khái
Lê Minh Khái (sinh ngày 10 tháng 12 năm 1964) là một chính trị gia người Việt Nam. Ông nguyên là Bí thư Trung ương Đảng, nguyên Ủy viên Trung ương Đảng khóa XIII; nguyên Phó Thủ tướng Chính phủ Việt Nam.
Ông nguyên là Bí thư Tỉnh ủy Bạc Liêu khóa XV nhiệm kỳ 2015–2020, Trưởng đoàn Đại biểu Quốc hội Việt Nam khóa XIV tỉnh Bạc Liêu nhiệm kì 2016-2021, Tổng Thanh tra Chính phủ từ tháng 10/2017 đến ngày 07/4/2021.

## Xuất thân
Ông sinh ngày 10 tháng 2 năm 1964 tại xã Vĩnh Phú Tây, huyện Phước Long, tỉnh Bạc Liêu. Ông là người dân tộc Kinh, không theo tôn giáo nào.

## Giáo dục
Ông sinh ra, lớn lên và học trung học phổ thông hệ 12/12 ở vùng nông thôn tỉnh Bạc Liêu. Ông đã cố gắng vượt khó học giỏi, trúng tuyển đại học và được cử đi học ở Liên Xô.
Ông có bằng Thạc sĩ kinh tế.
Ông có trình độ thạc sĩ kế toán kiểm toán, cao cấp lí luận chính trị.
Ông có trình độ ngoại ngữ tiếng Nga trình độ C.

## Sự nghiệp
Ngày 14 tháng 8 năm 1990, ông gia nhập Đảng Cộng sản Việt Nam. Ông trở thành đảng viên chính thức vào ngày 14 tháng 8 năm 1991.
Sau khi tốt nghiệp đại học từ Liên Xô trở về nước, ông bắt đầu sự nghiệp ở Thành phố Hồ Chí Minh.
Từ tháng 7 năm 1991 đến tháng 7 năm 1995, ông là Cán bộ, Phó Trưởng phòng Kế toán Liên hiệp Khoa học sản xuất in - LIKSIN.
Từ tháng 7 năm 1995 đến tháng 3 năm 1996, ông là Phó Chánh Văn phòng trung tâm phát triển Ngoại thương và Đầu tư, TP. Hồ Chí Minh - FTDC.

### Công tác ở cơ quan Kiểm toán nhà nước Việt Nam
Từ tháng 3 năm 1996 đến tháng 3 năm 1998, ông là Kiểm toán viên, Phó trưởng phòng thuộc Kiểm toán Nhà nước Việt Nam khu vực phía Nam (tại TP. Hồ Chí Minh).
Từ tháng 3 năm 1998 đến tháng 12 năm 1999, ông là Trưởng phòng thuộc Kiểm toán Nhà nước khu vực phía Nam (tại Thành phố Hồ Chí Minh).
Từ tháng 12 năm 1999 đến tháng 7 năm 2005, ông là Phó Kiểm toán trưởng Kiểm toán Nhà nước khu vực IV (tại Thành phố Hồ Chí Minh).
Từ tháng 7 năm 2005 đến tháng 3 năm 2007, ông là Kiểm toán trưởng Kiểm toán nhà nước khu vực V (tại thành phố Cần Thơ).
Từ tháng 3 năm 2007 đến tháng 3 năm 2014, ông giữ chức Phó Tổng Kiểm toán Nhà nước.

### Lãnh đạo tỉnh Bạc Liêu
Tháng 3/2014, Ban Bí thư đã điều động và luân chuyển ông Lê Minh Khái tham gia Ban Chấp hành Đảng bộ tỉnh Bạc Liêu và giữ chức Phó Bí thư Tỉnh ủy Bạc Liêu.
Ngày 09/06/2014, HĐND tỉnh Bạc Liêu đã tổ chức kỳ họp bất thường bầu ông Khái giữ chức Chủ tịch UBND tỉnh Bạc Liêu thay Chủ tịch UBND tỉnh Bạc Liêu Phạm Hoàng Bê qua đời một tháng trước đó ở tuổi 59 vì bệnh hiểm nghèo.

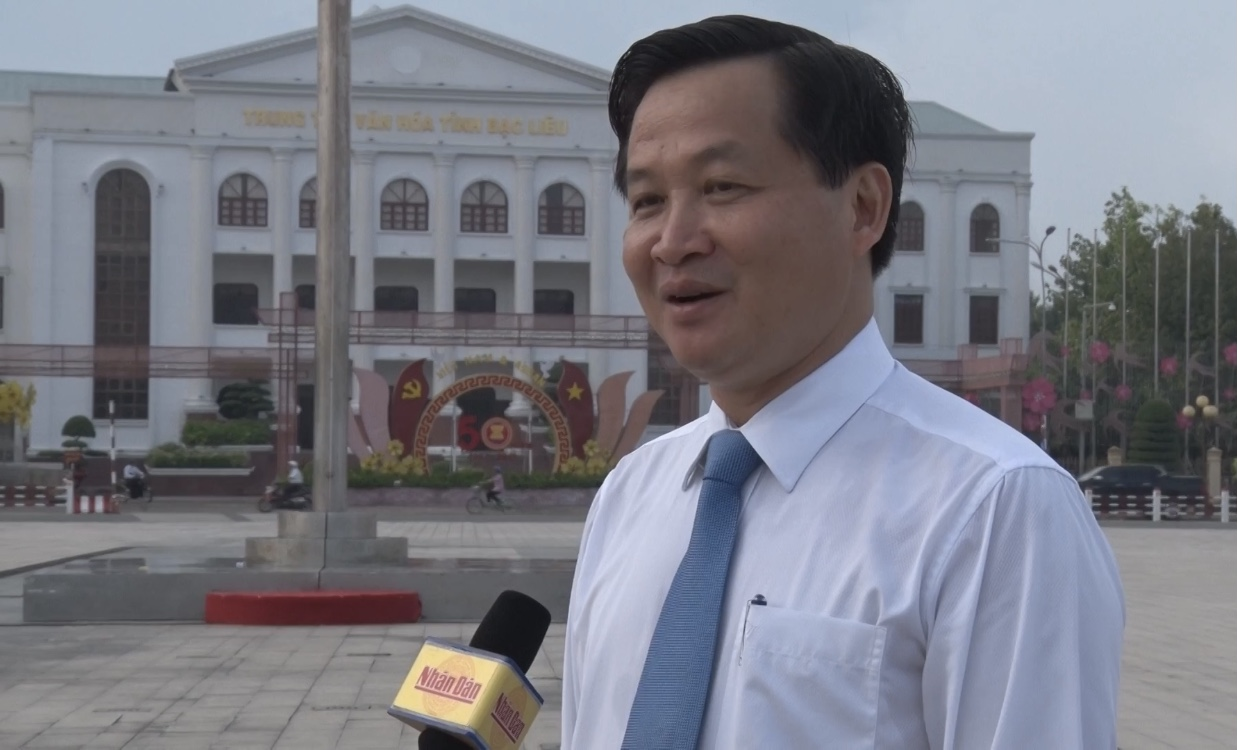
Bí thư Lê Minh Khái trả lời phỏng vấn, tháng 11 năm 2017

Ngày 2/10/2015, ông Khái được bầu giữ chức vụ Bí thư Tỉnh ủy Bạc Liêu nhiệm kỳ 2010 - 2015 thay cho ông Võ Văn Dũng được Bộ Chính trị điều động về công tác ở Trung ương.
Ngày 29/10/2015 Tại Đại hội Đại biểu Đảng bộ tỉnh Bạc Liêu nhiệm kỳ 2015 - 2020 ông tái đắc cử Bí thư Tỉnh ủy.
Tháng 1/2016 tại Đại hội Toàn quốc lần thứ XII của Đảng ông được bầu vào Ban Chấp hành Trung ương Đảng Cộng sản Việt Nam

### Đại biểu Quốc hội Việt Nam khóa XIV tỉnh Bạc Liêu
Ngày 22 tháng 5 năm 2016, Lê Minh Khái trúng cử Đại biểu Quốc hội khóa XIV ở đơn vị bầu cử số 1 tỉnh Bạc Liêu gồm Thành phố Bạc Liêu, huyện Vĩnh Lợi và huyện Hòa Bình, với tỉ lệ 82,55% số phiếu hợp lệ.

### Tổng thanh tra Chính phủ Việt Nam

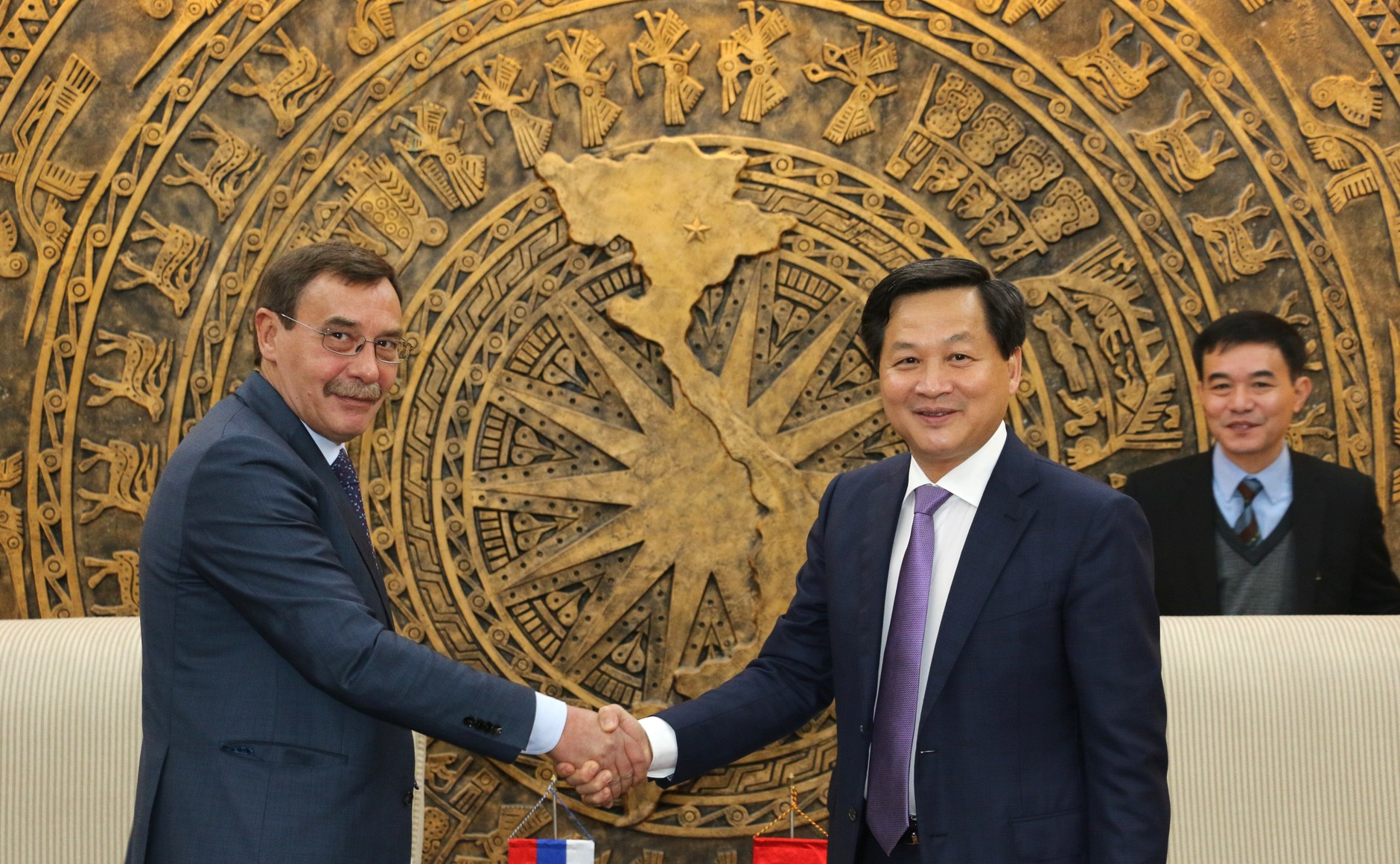
Ông Lê Minh Khái khi là Tổng thanh tra Chính phủ

Chiều ngày 25 tháng 10 năm 2017, Thủ tướng Nguyễn Xuân Phúc đã trình Quốc hội khóa XIV xem xét phê chuẩn bổ nhiệm ông Lê Minh Khái làm Tổng Thanh tra Chính phủ thay ông Phan Văn Sáu. Trước đó ông Phan Văn Sáu đã đệ đơn xin nghỉ vì lí do cá nhân.
Ngày 26 tháng 10 năm 2017, tại kì họp thứ tư, Quốc hội khóa XIV, ông Lê Minh Khái - Ủy viên Trung ương Đảng, Bí thư tỉnh ủy Bạc Liêu, được 463/465 đại biểu có mặt đồng ý bổ nhiệm ông giữ chức vụ Tổng Thanh tra Chính phủ Việt Nam (tỷ lệ 94,3% trên tổng số 491 Đại biểu Quốc hội).
Chiều ngày 26 tháng 10 năm 2017, Chủ tịch nước Trần Đại Quang bổ nhiệm ông Lê Minh Khái giữ chức Tổng thanh tra Chính phủ
Ngày 30 tháng 1 năm 2021, tại phiên bầu cử Đại hội Đảng toàn quốc lần thứ XIII, ông được bầu làm Ủy viên chính thức Ban Chấp hành Trung ương Đảng Cộng sản Việt Nam khoá XIII. Ngày 31, tại phiên họp đầu tiên của Trung ương Đảng khóa XIII, ông được bầu làm Bí thư Trung ương Đảng khóa XIII.
Ngày 07 tháng 4 năm 2021, tại kỳ họp thứ 11 ông được Quốc hội Việt Nam khóa XIV miễn nhiệm chức Tổng Thanh tra Chính phủ Việt Nam nhiệm kỳ 2016 - 2021, theo đề nghị của Thủ tướng Phạm Minh Chính.

### Phó Thủ tướng Chính phủ
Sáng ngày 08 tháng 4 năm 2021, tại kỳ họp thứ 11 ông được Quốc hội Việt Nam khóa XIV bầu làm Phó Thủ tướng Chính phủ nhiệm kỳ 2016 - 2021 theo đề nghị của Thủ tướng Phạm Minh Chính.
Ngày 28 tháng 6 năm 2021, Thủ tướng Chính phủ Phạm Minh Chính ký Quyết định 1012/QĐ-TTg kiện toàn Ban Chỉ đạo Trung ương về cải cách chính sách tiền lương, bảo hiểm xã hội và ưu đãi người có công. Theo đó, Trưởng ban Chỉ đạo là Phó Thủ tướng Lê Minh Khái.
Ngày 28 tháng 7 năm 2021, tại kỳ họp thứ nhất ông được Quốc hội Việt Nam khóa XV bầu làm Phó Thủ tướng Chính phủ nhiệm kỳ 2021 - 2026 theo đề nghị của Thủ tướng Phạm Minh Chính.
Ngày 25 tháng 8 năm 2021, Thủ tướng Chính phủ Phạm Minh Chính ký Quyết định số 1438/QĐ-TTg, bổ nhiệm ông Lê Minh Khái làm Phó Trưởng ban chỉ đạo Quốc gia phòng, chống dịch COVID-19, Trưởng Tiểu ban Tài chính, hậu cần.
Ngày 24 tháng 9 năm 2021, Thủ tướng Chính phủ Phạm Minh Chính ký Quyết định 1618/QĐ-TTg kiện toàn Ban Chỉ đạo điều hành giá. Phó Thủ tướng Chính phủ Lê Minh Khái làm Trưởng Ban chỉ đạo.
Ngày 26 tháng 01 năm 2022, Thủ tướng Chính phủ Phạm Minh Chính ký Quyết định số 132/QĐ-TTg, kiện toàn Ban Chỉ đạo tổng kết Chiến lược quốc gia phòng chống tham nhũng đến năm 2020 và Kế hoạch thực hiện Công ước Liên hợp quốc về chống tham nhũng (Ban Chỉ đạo). Phó Thủ tướng Chính phủ Lê Minh Khái làm Trưởng ban.
Ngày 03 tháng 7 năm 2022, Thủ tướng Chính phủ Phạm Minh Chính ký Quyết định số 790/QĐ-TTg, thành lập Ban chỉ đạo về triển khai thực hiện Chương trình phục hồi và phát triển kinh tế - xã hội. Phó Thủ tướng Chính phủ Lê Minh Khái làm Trưởng Ban chỉ đạo.
Ngày 09 tháng 12 năm 2022, Thủ tướng Chính phủ Phạm Minh Chính ký Quyết định số 1521/QĐ-TTg, thành lập Ban Chỉ đạo xây dựng Chiến lược quốc gia phòng, chống tham nhũng đến năm 2030. Phó Thủ tướng Chính phủ Lê Minh Khái làm Trưởng Ban Chỉ đạo.

### Thôi giữ các chức vụ trong Đảng
Chiều ngày 03/08/2024, Ban Chấp hành Trung ương Đảng cộng sản Việt Nam quyết định thôi chức Bí thư Trung ương Đảng, ủy viên BCH Trung ương Đảng khoá XIII đối với ông Lê Minh Khái.

### Kỷ luật cảnh cáo
Ngày 13/8/2024, tại Trụ sở Trung ương Đảng, Bộ Chính trị và Ban Bí thư đã xem xét, thi hành kỷ luật tổ chức đảng, đảng viên có vi phạm, khuyết điểm.
Sau khi xem xét đề nghị của Ủy ban Kiểm tra Trung ương, Bộ Chính trị, Ban Bí thư nhận thấy, ông Lê Minh Khái, Phó Thủ tướng Chính phủ, nguyên Bí thư Trung ương Đảng, Ủy viên Ban Chấp hành Trung ương Đảng, Bí thư Ban cán sự đảng, Tổng Thanh tra Chính phủ đã vi phạm các quy định của Đảng, pháp luật của Nhà nước trong thực hiện chức trách, nhiệm vụ được giao.
Ông Lê Minh Khái cũng vi phạm quy định những điều đảng viên không được làm và trách nhiệm nêu gương; gây hậu quả nghiêm trọng, dư luận xấu, làm giảm uy tín của tổ chức đảng và ngành Thanh tra.

### Thôi giữ chức vụ Phó Thủ tướng Chính phủ
Ngày 26 tháng 8 năm 2024, tại Kỳ họp bất thường lần thứ 8, Quốc hội Khóa XV đã phê chuẩn miễn nhiệm ông Lê Minh Khái thôi giữ chức vụ Phó Thủ tướng Chính phủ theo đề nghị của Thủ tướng Phạm Minh Chính.

## Khen thưởng
- Chiến sĩ thi đua cấp ngành Kiểm toán[4]
- Bằng khen của Tổng Kiểm toán Nhà nước[4]
- Huân chương Lao động hạng Ba[4]
- Huân chương Lao động hạng Nhì[4]